# Ахенхо Хыек, Хавьер
Хавьер Ахенхо Хыек (исп. и пол. Javier Ajenjo Hyjek; 12 января 2001, Мадрид, Испания) — польский футболист, полузащитник клуба «Мелилья».

## Биография

### Клубная карьера
Родился 12 января 2001 года в Мадриде и является воспитанником «Атлетико Мадрид». В составе «Атлетико» принимал участие в юношеской лиге УЕФА 2019/20, где дошёл до стадии 1/8 финала.
Летом 2020 года подписал контракт с польским клубом «Пяст». Дебютировал за новый клуб 15 августа, отыграв весь матч против клуба «Ресовия» в рамках первого раунда Кубка Польши. 4 октября сыграл свой первый матч в Экстракласе, появившись на замену на 73-й минуте в матче против познанского «Леха».
30 августа 2024 года «Мелилья» заключила соглашение с Аженхо на текущий сезон.

### Карьера в сборной
Выступал за сборные Польши до 17 и до 19 лет.